# Flugabwehrraketenkommando 3
Das Flugabwehrraketenkommando 3 (FlaRakKdo 3) war ein Verband der deutschen Luftwaffe und gehörte zur 4. Luftwaffendivision. Der Kommandostab war in der Donnerschwee-Kaserne in Oldenburg (Oldb) stationiert.

## Geschichte
Das FlaRakKdo 3 ging 1988 im Rahmen der Luftwaffenstrukturreform aus dem Flugabwehrraketenregiment 14 (FlaRakRgt 14) hervor. Ihm waren die Flugabwehrraketengeschwader 31, 35 und 36 unterstellt, die mit dem Waffensystem MIM-23 HAWK ausgerüstet waren.
Am 29. September 1989 wurde dem Kommando die Zusatzbezeichnung „Oldenburg“ verliehen.
Zum 31. Dezember 1992 wurde, bedingt durch die Deutsche Einheit und die im Zwei-plus-Vier-Vertrag festgeschriebenen Reduzierung der Truppenstärke der Bundeswehr, das bisher zum Kommando gehörende Flugabwehrraketengeschwader 31 dem Flugabwehrraketenkommando 4 unterstellt, und das Flugabwehrraketengeschwader 35 aufgelöst.
Mit Wirkung vom 1. Januar 1993 wurden die bisherigen Flugabwehrraketenkommandos zu Geschwadern umbenannt, die nicht von der Auflösung betroffenen taktischen Verbände wurden zu Flugabwehrraketengruppen (FlaRakGrp). Einziger unterstellter Verband des nun als Flugabwehrraketengeschwader 3 “Oldenburg” firmierenden Verbandes war anschließend die Flugabwehrraketengruppe 36 (FlaRakGrp 36, vormals Flugabwehrraketengeschwader 36) in Bremervörde.
Beide Verbände wurden am 30. Juni 2002 aufgelöst. Letzter Kommandeur war Oberst Wilhelm von Spreckelsen.

## Kommandeure des FlaRakKdo 3 / FlaRakG 3
| Zeitraum  | Kommandeur                      |
| --------- | ------------------------------- |
| 1987–1990 | Oberst Rudolf Neumann           |
| 1990–1992 | Brigadegeneral Josef Engelhardt |
| 1992–1996 | Oberst Ulrich Depkat            |
| 1996–2002 | Oberst Wilhelm von Spreckelsen  |